# Dependencia emocional

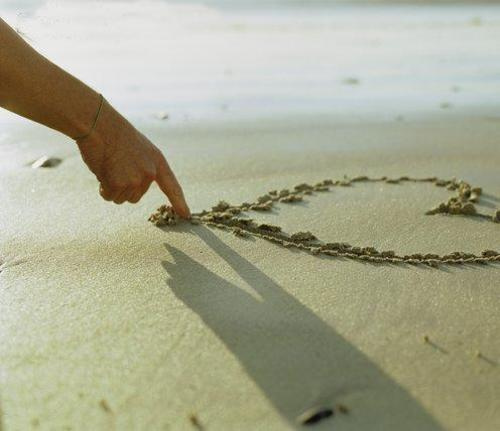

La dependencia emocional  es la necesidad afectiva de presencia o contacto de una persona hacia otra para cubrir diferentes áreas de la propia vida, la cual queda condicionada en función de lo que haga o deje de hacer la otra persona. La persona que depende de la otra puede llegar a adoptar hábitos perjudiciales para sí misma debido al fuerte deseo y necesidad psicológica de estar en continuo contacto con la otra persona. No debe confundirse con el sentimiento del  Amor que es la mutua afinidad y armonía entre dos personas.

## Definición
Siguiendo la línea de la teoría del apego, el vínculo afectivo que el dependiente reproduce en sus relaciones de pareja es el de tipo ansioso-ambivalente, caracterizado por una marcada inseguridad y ansiedad ante la separación. En las relaciones se evidencia en lo siguiente: continua necesidad de saber que es amado por su pareja, búsqueda incesante del candidato a pareja y selección precipitada del mismo, miedo a no ser querido, miedo a la pérdida de su pareja e ideas contradictorias sobre el amor. 
A su vez, podemos hablar de tres grados de vinculación:
Vinculación afectiva adecuada: amor sano, consistente en dar y recibir.
Vinculación afectiva exagerada (por defecto): la persona es incapaz de establecer lazos con otras personas, mostrándose fría, distante y hostil.
Vinculación afectiva exagerada (por exceso): característico de la dependencia emocional, el vínculo que se establece con la pareja estaría desvirtuado por una excesiva necesidad de afecto con el fin de compensar sus carencias afectivas.
Constituye el polo opuesto de la desvinculación, siendo ambas formas de vinculación patológicas y desadaptativas en las relaciones interpersonales.  
La dependencia presenta síntomas variados que dificulta su diagnóstico, desde la depresión, los trastornos obsesivos o los síndromes desadaptativos.

## Terminología
La dependencia emocional, recibe diferentes denominaciones en la literatura, artículos académicos y en los libros de autoayuda. Pese a las discrepancias en cuanto a la terminología empleada, la mayoría de los autores coinciden en los supuestos básicos y en las características definitorias de esta problemática.
El autor más representativo en la materia es Jorge Castelló. Este autor habla explícitamente de dependencia emocional, y su manual es uno de los más citados a la hora de referirse a la dependencia emocional. Walter Riso emplea el término apego afectivo, haciendo hincapié con este término, en los problemas de vinculación que manifiesta la persona apegada.
Otro término empleado, sobre todo, en los manuales de autoayuda es el de adicción al amor, considerada como una de las nuevas adicciones sin sustancias. Los paralelismos que guarda con la dependencia emocional son indudables, no obstante, algunos autores matizan la siguiente diferenciación:
Adicción como rasgo: Se repite una y otra vez el mismo esquema en todas las relaciones de pareja. Se es adicto a las relaciones de pareja en general.
Dependencia emocional como estado: Esto es, no sucede de manera sistemática en todas las relaciones. La dependencia se produce en el contexto de una pareja en concreto, no teniendo por qué ser así con el resto.
En cuanto al tipo de pareja que estas personas buscan, también hay diferencias en cuanto a la denominación:
En la adicción al amor: los denominan evitadores del compromiso. Personas inaccesibles afectivamente. 
En la dependencia emocional se emplea el término objeto, que proviene del psicoanálisis. Definidos como narcisistas y dominadores.
Otras terminologías utilizadas son las de dependencia sentimental o afectiva: términos que al igual que el de dependencia emocional ponen de relieve que se trata de una problemática relacionada con el mundo de los afectos. Todos ellos con un denominador común: necesidad excesiva de afecto.
Dejando a un lado la confusión terminológica, cabe destacar que la mayoría de las teorías elaboradas, han surgido de la práctica terapéutica, pero carecen de rigor científico. 
Los estudios son prácticamente nulos, esto puede ser debido a la dificultad de abordar un fenómeno tan complejo y resbaladizo como es el tema de los sentimientos y los afectos. 
A su vez, vivimos en una sociedad que mitifica el amor, y hace que veamos como normales comportamientos que distan de la normalidad, debido al malestar que generan en las personas que los realizan. Además, la falta de consenso entre los profesionales de la Psicología, en cuanto a su definición, etiología, o similitud con otros constructos, dificulta aún más su investigación.
Por último, es frecuente encontrar textos en los que se refieren a la dependencia emocional como un trastorno de personalidad, pero esto es erróneo, ya que no se encuentra recogido como tal en ningún manual diagnóstico como el DSM-IV o el CIE-10. Siguiendo la consideración de que no es un trastorno, etiquetar la dependencia emocional como crónica y estable sería bastante débil, ya que no hay ninguna prueba ni estudio al respecto; pudiendo perpetuarse el problema no por su cronicidad, sino porque en muchos casos la persona no es consciente del problema, y por tanto, no puede poner en marcha los medios necesarios para atajarlo. Como en otros problemas de índole psicológica, el primer paso para solucionarlo es pues, ser consciente de ello.
La consideración de crónico puede ser peligrosa porque de ser entendido de esa manera, la persona que lo padezca puede pensar que su problema se puede paliar, pero no superar, conformándose con relaciones inestables y destructivas, ya que siempre va a ser así. La palabra crónico cierra la puerta al cambio, y en este caso de manera injustificada ya que no hay evidencia científica de que sea así.

## Conceptos diferentes
Debido a ciertas similitudes que comparten con la dependencia emocional, los conceptos que se definen a continuación son confundidos y empleados de forma incorrecta, incluso entre los propios profesionales que atienden en su consulta a los pacientes. No obstante, son diferentes y hay que saber discriminarlos para poder tratarlos de forma correcta:
- Sociotropía: La dependencia emocional y el intenso temor al rechazo, se dan en el ámbito de las relaciones interpersonales, no exclusivamente en la relación de pareja. Son personas con gran predisposición a padecer trastornos depresivos.

- Bidependencia o doble dependencia: la persona presenta dos dependencias simultáneas. Por ejemplo, a la pareja y a las sustancias tóxicas.

- Codependencia emocional: personas con gran necesidad de agradar. Suelen buscar por pareja, personas con problemas (como adicciones a sustancias, alcohol, ludopatía, etc.) o débiles en algún sentido. Tienen una excesiva necesidad de garantizar el bienestar de su pareja, asumiendo la pesada carga de sus problemas como suyos y tratando de resolverlos. Priorizan tanto el cuidado del otro, que lo anteponen a sus propias necesidades. Con lo cual, a lo largo de la relación la falta de equidad produce en el codependiente malestar y resentimiento. El rol que adopta el codependiente es el de cuidador/salvador de su pareja.

- Dependencia instrumental: La dependencia se produce en el ámbito económico o material, no en el de los afectos.

- Trastorno por dependencia: Necesidad excesiva de cuidado y protección en varios contextos. Su necesidad no se circunscribe exclusivamente al ámbito de las relaciones de pareja, pudiendo depender de varias personas significativas. Presentan características comunes con la dependencia emocional tales como: comportamientos de sumisión y subordinación, miedo a la soledad y al abandono, adopción de una posición inferior en las relaciones, y pueden soportar maltrato físico o verbal, con tal de seguir dependiendo de las personas. Pero en su caso, esto se debe a que son personas poco autónomas, que se sienten incapaces de valerse por sí mismas en la vida cotidiana.

Necesitan estar sobreprotegidos y con una ayuda constante de los demás para tomar decisiones y asumir sus responsabilidades. Carecen de iniciativa y son dóciles. La diferencia fundamental radica en lo siguiente:
- En el trastorno por dependencia: se tiene una personalidad dependiente, y falta de funcionalidad de manera independiente.
- En la dependencia emocional: se depende de la pareja para cubrir carencias afectivas. Pese al malestar y al sufrimiento que la relación les cause se sienten incapaces de dejarla, siendo los intentos nulos o fútiles.

## Características del dependiente emocional
1. Baja autoestima: La cual se ve deteriorada en la relación de pareja.
2. Miedo a la soledad: Les produce incomodidad, malestar e incluso ansiedad. No conciben la vida sin alguien a su lado. No les gusta la idea de estar a solas consigo mismos.
3. Estado de ánimo disfórico: Sujeto al transcurso de la relación de pareja. Los trastornos más prevalecientes, son la ansiedad y la depresión. Sentimientos negativos como culpa, preocupaciones y sensación de vacío que solo pueden llenar con la presencia de su pareja.
4. Lugar prioritario de la relación: Anteponen su pareja al resto de familiares, amigos, obligaciones, etc. Dedican su tiempo, esfuerzo e incluso pensamientos a la pareja, la cual es el centro de importancia, descuidando otros aspectos de su vida.
5. Necesidad de acceso continuo al compañero: Que se puede traducir en urgencia por ver a la pareja o deseos de saber de ella, a través de llamadas telefónicas, correos, etc. Para el dependiente lo ideal sería pasar el mayor tiempo posible con su pareja. Esta necesidad de acceso tan voraz del dependiente puede resultar agobiante e incómoda para su pareja.
6. Autoanulación: Renuncian a ser ellos mismos, con el fin de agradar a su pareja. Pueden llegar incluso a aceptar realizar determinados actos que les parezcan denigrantes, o no les reporten ninguna satisfacción.
7. Deseos de exclusividad: El dependiente deseará una exclusividad recíproca, donde el centro de la vida del otro sea él. No dudan en aislarse del resto del mundo para pasar más tiempo con su pareja.
8. Necesidad de agradar: No solo a su entorno cercano, sino también a los desconocidos. Les preocupan las críticas y el rechazo del resto. Llevan a cabo comprobaciones para asegurarse que los demás les acepten.
9. Déficit de habilidades sociales: No tienen un adecuado desarrollo de la asertividad. Sus conversaciones giran en torno al monotema que constituye su relación de pareja.
10. Ocupar un papel inferior en la relación de pareja: Esto no excluye que pueda suceder lo contrario, ya que también existe la dependencia emocional dominante.

## Características de la pareja
El perfil de la pareja a la que se vincula el dependiente emocional, y con la cual forma estas relaciones marcadas por el desequilibrio, son las siguientes:
1. Autoestima elevada: Son personas con un autoconcepto positivo, en ocasiones por encima de lo normal. Se sobrevaloran a sí mismos, y menosprecian al dependiente. Son egocéntricos, soberbios y arrogantes.
2. Rol dominante: Adoptan en la relación de pareja una posición superior, reforzándola a través de comportamientos explotadores, hostiles y despectivos hacia el dependiente. Se muestran fríos, distantes, y con escaso interés hacia la pareja. Aprovechan su estatus superior para descargar sus frustraciones sobre el dependiente, pudiendo incluso recurrir a la violencia física o verbal como humillaciones, menosprecios y otros comportamientos denigrantes.
3. Muestran poco afecto por su pareja pudiendo ser manipuladores, mentirosos y posesivos. Exigen exclusividad y fidelidad por parte de su pareja, pero para ellos mismos desde su posición dominante no se aplican las mismas normas, siendo frecuentes los devaneos amorosos con terceros. Son conocedores del intenso miedo a la ruptura de su pareja, lo cual pueden utilizarlo como una baza a su favor.
4. Es frecuente que padezcan el trastorno narcisista de la personalidad: caracterizado por una exageración patológica de la autoestima e infravaloración de los demás. En el que se utiliza a las personas para alimentar su propio ego.
5. Habilidades sociales: Tienen un cierto encanto interpersonal, son ingeniosas y tienen sentido del humor.

Este tipo de personas son consideradas interesantes e idealizables por el dependiente emocional. Mientras que las que no son así pueden resultarles aburridas, con las cuales suelen mantener relaciones de transición, hasta que encuentran a alguien interesante. 
No obstante, no siempre tienen por qué darse estas características en la pareja. Puede ocurrir que el dependiente emocional con su forma de relacionarse, sus comportamientos y actitudes, evoque y facilite en el otro la aparición de comportamientos dominantes, hostilidad y pocas muestras de afecto, entre otras características. Pudiendo comportarse esa persona de modo completamente diferente con otras parejas sin dependencia emocional, ya que estas no suscitarían en él dichas respuestas.

## Fases de la relación
1. Inicio de la relación : Cuando conocen a alguien que les interesa sienten una alegría, ilusión y entusiasmo desmedido. Fantasean y se crean expectativas de un futuro al lado del otro. Esto ocurre pudiendo haber tenido incluso sólo un par de citas. Aun así, rápidamente muestran su interés por el otro y sus deseos de conocerle.
2. Fase de sumisión : Idealizan a la pareja y se someten a ella, como forma de preservar la relación y evitar así la temida ruptura. El marcado desequilibrio comienza aquí a hacerse patente, adoptando la pareja una posición superior y el dependiente una posición inferior.
3. Deterioro de la relación : El desequilibrio se acentúa enormemente entre ambos miembros de la pareja. El maltrato psíquico y/o físico produce en el dependiente un gran malestar y sufrimiento. Como consecuencia de esto, sus sentimientos de inferioridad e infravaloración se ven reforzados, por lo que al mismo tiempo que baja su autoestima aumenta su necesidad extrema de afecto hacia el otro. Situación que acompañada de un terrible miedo a la soledad, hace que su relación se convierta en un círculo vicioso del cual les resulta muy difícil salir.
4. Ruptura : En caso de producirse la ruptura, lo más frecuente es que la iniciativa la tome la pareja del dependiente. El dependiente tratará de reanudar la relación, a pesar de lo tormentosa y destructiva que le resultase. Producida la ruptura el dependiente emocional padece el síndrome de abstinencia, siendo este el momento en el cual suelen acudir a terapia.
5. Concatenación de relaciones : Son relaciones intrascendentes, sin mucha importancia para el dependiente, que sirven para paliar su soledad. Pueden concatenar este tipo de relaciones hasta encontrar a alguien que se ajuste a su perfil de pareja (fría, hostil, distante). A su vez, pueden ser fruto de un intento del dependiente por suplir la pérdida de su anterior pareja, de la cual no se acordaran en cuanto tengan a otra persona en mente.
6. Reinicio del ciclo : En cuanto el dependiente encuentre a una persona que se ajuste al perfil que busca, el ciclo se iniciará de nuevo. Y con ello, los comportamientos de sumisión e idealización que no se observan en las relaciones de transición.

## Síndrome de abstinencia
Lo normal sería que el fin de una relación perjudicial fuese como una bendición, pero para el dependiente emocional se convierte en un auténtico suplicio. Siendo los siguientes síntomas algunos de los más frecuentes:
- Pensamientos obsesivos en torno al antiguo compañero. Recordando los momentos buenos de la relación y relegando al olvido los momentos tormentosos.
- Pese al dolor, sufrimiento y humillaciones que soportasen en la relación, sienten una fuerte y compulsiva necesidad de tener contacto con la expareja.
- Angustia, desesperación, ansiedad.
- Constantes ganas de llorar, tristeza e incluso depresión.
- Múltiples intentos de retomar la relación, aunque estos supongan atentar contra su propia dignidad, siendo lo más importante llenar el vacío y apaciguar la soledad que la ruptura les ha producido.
- Dificultad para conciliar el sueño.

Si la expareja se pone en contacto con el dependiente emocional y le genera expectativas de reconciliación, aunque sean mínimas, todos estos síntomas desaparecerán automáticamente.
El dependiente emocional experimenta el síndrome de abstinencia, independientemente del miembro de la pareja que propiciase la ruptura, lo que variará, eso sí, será la intensidad. Si este periodo se gestiona de forma adecuada, los síntomas remiten con el paso del tiempo.
En cuanto a la duración, puede ser de meses o incluso años, depende de la persona y de la relación. En este sentido, cabe señalar que tanto como para superar el síndrome de abstinencia, como para que no se produzcan recaídas, es fundamental evitar cualquier tipo de contacto con la expareja. Esto implica, que se ha de intentar no verse personalmente, así como evitar las llamadas telefónicas, correos, mensajes, etc.; lo cual le resulta bastante difícil debido a sus deseos irresistibles de volver al lado de la expareja.
A causa del malestar que conlleva el síndrome de abstinencia, la persona puede optar por:
- Querer retomar la relación: se puede observar como en estas relaciones son frecuentes las constantes rupturas y posteriores reconciliaciones.
- Encontrar una nueva persona: que llene el vacío que ha dejado la expareja, la cual pasará al más absoluto olvido.

A corto plazo, el intenso malestar desaparece, pero de estas dos formas el problema no se supera, con lo que ello conlleva: vivir el amor no como algo placentero, sino desde el sufrimiento.

## Superación de la dependencia emocional
Walter Riso en su obra "Amar o Depender" menciona que se puede desarrollar una actitud "anti-apego" bajo tres principios, el primero es el principio de la exploración, el segundo el principio de la autonomía y el tercero el principio del sentido de vida.
Principio de la exploración: el principio de exploración menciona que los humanos siempre van a tener la tendencia innata de explorar el medio en el que se encuentran y al explorar el mundo todos nuestros sentidos se activan y entrelazan para configurar un esquema vivencial y es aquì cuando se hace el descubrimiento de que los placeres están dispersos en todas partes y no se concentran en un solo punto. Ante esta parte, Riso hace hincapié en que si bien, la pareja es una parte importante de nuestra vida, no es lo único importante que tenemos y si perdemos la capacidad de examinar y sorprendernos por otras cosas, podemos quedarnos atrapados en la rutina y por ello es que hay dispersar el placer sin dejar de amar a la otra persona y sin perderse a uno mismo.
Principio de la autonomía: el principio de la autonomía se refiere a tener confianza en uno mismo y perder el miedo a la soledad por lo que, resulta eficiente para formar relaciones sanas debido a que las personas que desarrollan autonomía mejoran su autoeficacia y tienen más confianza en sí mismas, lo que los lleva a ser autosuficientes ademàs de prevenir o vencer el miedo a no ser capaz, el miedo a sufrir y el miedo a la soledad, factores que también son característicos de una persona con dependencia emocional.
Principio del sentido de vida: en el principio del sentido de vida las personas que encuentran su autorrealización o son poseedoras de alguna fortaleza espiritual andan de una manera más fluida y no se estancan en cosas que los pueden llevar a perder el tiempo, además de que no están en una búsqueda de aferrarse a algo solo para sentirse protegidos. Tenemos entonces que, este principio permite formar vínculos sanos porque las personas que tienen un sentido de vida se alejan de cosas mundanas y desarrollan una visión más amplia de su vida promoviendo una independencia psicoafectiva. 